# كيت إيزابيل كامبل
كيت إيزابيل كامبل (بالإنجليزية: Kate Isabel Campbell)‏ هي طبيبة أسترالية، ولدت في 22 أبريل 1899، وتوفيت في 12 يوليو 1986 بسبب مرض.